# The Cramps
The Cramps was een Amerikaanse punkband die opgericht is in 1976. Hun muziekstijl wordt ook weleens onder het genre psychobilly gerekend. De band was tot 2009 actief, totdat zanger Lux Interior op 4 februari van dat jaar overleed.
Hoewel de teksten van de groep vaak vulgair waren en hun optredens seksueel uitdagend en decadent, waren de spilfiguren, Lux Interior en Poison Ivy (voorheen Poison Ivy Rorschach genoemd; echte naam: Kristy Marlana Wallace), 37 jaar een koppel en getrouwd. Het bekendste nummer van The Cramps is Human Fly.
Naar the Cramps wordt verwezen in het nummer "Le Pop" (van het gelijknamige album Le Pop) van de Noorse band Katzenjammer en in 'Paul is alive' van El Vy.

## Discografie
In deze beknopte lijst worden alleen studioalbums en ep's genoemd.
| Albumtitel                              | Jaar | Platenlabel                    | UK Chart |
| --------------------------------------- | ---- | ------------------------------ | -------- |
| Gravest Hits EP                         | 1979 | Illegal Records/I.R.S. Records | -        |
| Songs the Lord Taught Us                | 1980 | Illegal Records                | -        |
| Psychedelic Jungle                      | 1981 | I.R.S. Records                 | -        |
| Smell of Female                         | 1983 | Ace Records                    | 74       |
| ...Off the Bone                         | 1983 | Illegal Records                | 44       |
| Bad Music for Bad People                | 1984 | I.R.S. Records                 | -        |
| A Date with Elvis                       | 1986 | Big Beat Records               | 34       |
| Rockin n Reelin in Auckland New Zealand | 1987 | Restless Records               | -        |
| Stay Sick                               | 1989 | Big Beat Records               | 62       |
| Look Mom, No Head!                      | 1991 | Restless Records               | -        |
| Flame Job                               | 1994 | Creation Records               | -        |
| Big Beat from Badsville                 | 1997 | Epitaph                        | -        |
| Fiends of Dope Island                   | 2003 | Vengeance Records              | -        |
| How to Make a Monster                   | 2004 | Vengeance Records              | -        |

## Viraal op TikTok
In november 2022 kwam een opleving van het nummer Goo Goo Muck, dit kwam nadat het nummer gebruikt werd in de Netflix-serie Wednesday. In de serie doet het personage Wednesday Addams een vreemd dansje op het nummer tijdens het schoolbal, dit dansje ging viraal en werd door kijkers veelvuldig nagedaan op TikTok. Hierdoor steeg het bewuste nummer, vanaf de serie haar debuut tot 8 december 2022, met ruim 9500 procent aan luisteraars.